# Hans Friedrich von Brandt
Hans Friedrich von Brandt, modernisiert auch Johann Friedrich von Brand(t), (* 7. November 1596; † 4. April 1657 in Altenburg) war ein sachsen-altenburgischer Geheimer Rat, ab 1632 Hofrichter in Jena sowie Rittergutsbesitzer.

## Leben
Er stammte aus der meißnisch-sächsischen Adelsfamilie Brand(t), den späteren Haardorfer Bränden, und studierte an der Universität in Leipzig und ab 1614 in Jena. Ab 1626 war er Mitglied der Altenburger Regierung und von 1632 bis 1657 Richter am Jenaer Hofgericht. Brandt hinterließ die beiden Söhne Erasmus und Friedrich Wilhelm von Brandt, die am 12. Mai 1662 die väterlichen Besitzungen teilten. Der jüngste Sohn Friedrich Wilhelm von Brandt erhielt die beiden Rittergüter Haardorf und Kleinhelmsdorf. Hans Dietrich von Schönberg war sein Schwiegersohn.